# Anastas Stojanov
Anastas Andreev Stojanov (født 23. august 1854 i Sjumen - død 6. oktober 1930) var en bulgarsk komponist og musiklærer.

## Biografi
Stojanov studerede musik med sin onkel Dobri Voynikov og Mihai Safran. I 1877 tog han eksamen fra "Robert College", en amerikanske gymnasium i Konstantinopel. Efter et blev han musiklærer i Konstantinopel, derefter i 1895 i Sjumen og Ruse.
Stojanov grundlagde det musikalske selskab "Gusle" på Endefuld. 
Hans sønner er komponist Veselin Stojanov og pianist Andrej Stojanov.

## Kreativitet
I 1883 – 1887 er Stojanov i Ruse for at trykke "20 skole-sange", en samling i to dele. Han udgiver talrige vokale og instrumentelle værker sammen med Racho Rachev. Han er forfatter til de første bemærkelsesværdige optagelser af bulgarske folkesang af ulige proportioner. Stojanov komponerede værker for klaver.